# Pierre et Mohamed
Pierre et Mohamed est un texte d'Adrien Candiard, présentant le drame algérien dans les années 1990 et l'amitié interreligieuse restitués sous forme de dialogue entre Pierre Claverie, évêque d'Oran, et Mohamed, son jeune chauffeur musulman. Le texte est représenté comme une pièce de théâtre à partir de 2011 et édité en 2018,,.

## Historique et description
Pierre et Mohamed est un dialogue imaginaire entre Pierre Claverie, évêque d'Oran, et son chauffeur Mohamed, sous forme de monologues successifs de chacun des deux. Écrit par le dominicain Adrien Candiard, le texte est établi à partir des sermons et des articles de l'évêque d'Oran. Les propos de Mohamed sont fictifs, bien que le jeune homme ait laissé des écrits dans un carnet de notes, avec un testament spirituel.
Le texte est d'abord destiné à être une simple « lecture-concert » dans les paroisses,. Il rencontre un « incroyable succès » au festival d'Avignon en 2011. 
La mise en scène est de Francesco Agnello, qui est aussi le compositeur et percussionniste. Il joue du hang, instrument suisse en acier, aux « résonances mystérieuses et envoûtantes », « riches et douces à la fois », donnant un climat oriental et soulignant le dialogue,.
La pièce est jouée à Avignon, Oran, Paris et dans d'autres villes, en tournées.
De 2011 à 2018, il y a eu plus de 1 300 représentations.

## Publication
- Adrien Candiard, Pierre et Mohamed : Algérie, 1er août 1996..., Paris, Tallandier et Éditions du Cerf, 2018, 80 p. (ISBN 979-10-210-3118-0).